# Gloria Labarta
Gloria Labarta Bertol (Zaragoza, 8 de abril de 1950) es una abogada española especializada en Derecho de familia y fundadora de la Asociación Democrática de Mujeres Aragonesas (ADMA). Ha sido una gran defensora de los derechos de las mujeres, especialmente en casos de divorcio y violencia de género.

## Trayectoria
Se licenció en Derecho por la Universidad de Zaragoza en 1972 y se colegió en el Real e Ilustre Colegio de Abogados de Zaragoza (REICAZ) en 1974. Ese mismo año, Labarta fundó el Despacho Santiago de abogados junto a sus compañeros Ignacio Gimeno Gasca y José Luis Lahoz, y se especializó en Derecho de familia, y en la defensa de mujeres víctimas de discriminación y violencia de género. En 1975, fundó junto con una veintena de mujeres del Partido Socialista de Aragón, del Partido Comunista de España (PCE), del Partido de los Trabajadores (PT), de la Organización Revolucionaria de Trabajadores (ORT), del Movimiento Comunista (MC) y mujeres independientes la Asociación Democrática de Mujeres Aragonesas (ADMA), con la que trabajó para revisar y modificar legislaciones españolas que discriminaban a las mujeres.
En 1975, llevó el caso de Inmaculada Benito, una joven zaragozana de 21 años, estudiante de Medicina y militante del PCE, que fue una de las últimas acusadas de adulterio en España. El caso, por el que ADMA promovió una movilización en España y de la que se hizo eco la prensa internacional, culminó con la absolución de Benito y fue un catalizador para la abolición del delito de adulterio con la ley 22/1978 de 26 de mayo.
Entre 1980 y 1982 y los años 1991 y 1996, Labarta formó parte de la junta del REICAZ. También colaboró en la redacción de enmiendas para la reforma del Código Civil en 1981, contribuyendo significativamente a la igualdad de derechos civiles para las mujeres casadas y la aprobación del divorcio en España. 
Ha sido activa en numerosas campañas y asociaciones, luchando por los derechos de las mujeres y trabajando en reformas legislativas para garantizar una mayor equidad de género en la ley española. Ha participado en congresos nacionales e internacionales, abogando por el cambio y la reforma en múltiples aspectos del derecho familiar y civil.
Además, es miembro de la Asociación Estatal de Abogados de Familia (AEAFA) desde su fundación y ha ocupado varios cargos en el Consejo Aragonés del Movimiento Europeo y en el Observatorio de Familia del Gobierno de Aragón. Desde 2014, Labarta también fue presidenta del Club de Opinión la Sabina de 2014 a 2019, una asociación de mujeres de Zaragoza fundada en 1990 cuyo objetivo es promover el debate en libertad para conseguir una sociedad más justa e igualitaria.

## Reconocimientos
En 2001, la asociación de mujeres de Zaragoza Club de Opinión la Sabina, concedió a  Gloria Labarta Bertol la SABINA DE PLATA «en reconocimiento a su profesionalidad en el ejercicio de la abogacía, junto a un fuerte compromiso personal y social en la defensa de la legalización de la igualdad jurídica de las mujeres, en épocas no exentas de dificultades».